# Іоничев Сергій Дмитрович
Сергій Дмитрович Іоничев (нар. 1909, місто Красноводськ Закаспійської області, тепер місто Туркменбаші, Туркменістан — 1971, Харківська область) — радянський партійний діяч, 1-й секретар Красноводського районного комітету КП(б) Туркменії, 3-й секретар ЦК КП(б) Туркменії. Депутат Верховної Ради СРСР 1-го скликання.

## Біографія
У 1923 році вступив до комсомолу. З вересня 1925 по травень 1929 року — учень профтехшколи в Ашхабаді, здобув фах електротехніка.
З травня 1929 по вересень 1932 року — електротехнік 1-ї дистанції зв'язку Середньоазіатської залізниці в місті Красноводську Турменської РСР.
Член ВКП(б) з червня 1932 року.
У жовтні 1932 — жовтні 1933 року — заступник начальника 1-ї дистанції зв'язку Середньоазіатської залізниці в Красноводську.
З жовтня 1933 по квітень 1934 року — старший електромеханік 3-ї дистанції зв'язку Середньоазіатської залізниці в місті Мари Турменської РСР. З травня 1934 по вересень 1936 року — заступник начачальника 3-ї дистанції зв'язку Середньоазіатської залізниці в місті Мари.
У вересні — грудні 1936 року — інженер з мобільної роботи служби сигналізації і зв'язку, з грудня 1936 по жовтень 1937 року — помічник начальника служби сигналізації і зв'язку з кадрів Ашхабадської залізниці в місті Ашхабаді.
У жовтні 1937 — липні 1938 року — 1-й секретар Красноводського районного комітету КП(б) Туркменії.
У липні 1938 — березні 1940 року — 3-й секретар ЦК КП(б) Туркменії.
З березня 1940 по лютий 1941 року — слухач Академії залізничного транспорту в Москві. З лютого по червень 1941 року — слухач Ленінських курсів при ЦК ВКП(б) у Москві.
З червня 1941 року — в Червоній армії, учасник німецько-радянської війни. У червні 1941 — серпні 1942 року — начальник політичного відділу 35-ї особливої стрілецької бригади Центрального фронту.
З серпня 1942 по серпень 1943 року — завідувач промислового відділу ЦК КП(б) Туркменії. З серпня 1943 по лютий 1946 року — заступник завідувача промислового відділу ЦК КП(б) Туркменії.
У лютому 1946 — грудні 1947 — заступник завідувача відділу кадрів Грозненського обласного комітету ВКП(б) в місті Грозному. Звільнений з посади «як такий, що скомпрометував себе на роботі».
У 1947 році заочно закінчив Вищу партійну школу при ЦК ВКП(б) в Москві.
У грудні 1947 — червні 1949 року  — секретар партійної організації Ашхабадського сільськогосподарського інституту.
З червня 1949 по квітень 1950 року — начальник відділу кадрів управління, в квітні 1950 — листопаді 1953 року — інструктор політичного відділу Ашхабадської залізниці.
З листопада 1953 по травень 1955 року — інженер зв'язку 2-ї дистанції сигналізації і зв'язку Ашхабадської залізниці. З травня 1955 по червень 1956 року — начальник відділу кадрів 2-ї дистанції сигналізації і зв'язку. У червні 1956 — березні 1957 року — електромеханік 2-ї дистанції сигналізації і зв'язку Ашхабадської залізниці.
З березня 1957 по березень 1959 року — інженер управління водопостачання. З березня по серпень 1959 року — майстер водорозподільного вузла управління водопостачання.
У серпні 1959 — лютому 1960 року — старший інженер виробничо-технічного відділу тресту «Туркменгазпром». З лютого по грудень 1960 року — начальник виробничо-технічного відділу тресту «Туркменгазпром». З грудня 1960 по червень 1961 року — начальник газорозливної станції в Ашхабаді.
У червні 1961 — після 1962 року — заступник начальника відділу матеріально-технічного постачання Головного управління із освоєння зрошуваних земель і будівництву в радгоспах при Раді міністрів Туркменської РСР. 
Партійні документи Іоничева погашені Харківським обласним комітетом КПУ в квітні 1971 року як на померлого.

## Нагороди
- орден Трудового Червоного Прапора
- медалі